# 川井昭夫
川井 昭夫（かわい あきお 、1948年 - ）は、日本の現代美術家。竜舌蘭の世界有数のコレクター。

## 経歴
石川県羽咋市出身。
1970年代から、観葉植物に興味を持ち、植物を主題とした制作を始める。1979年、ジャパンアートフェスティバル優秀賞受賞。

1980年代〜90年代半ばにかけて、支持体の地色に限りなく近い絵の具を用い、表面にシステマチックに塗り重ねた絵の具の痕跡だけをのこす絵画シリーズを手掛けるようになる一方で、植物の造形性や表現媒体としての可能性を探究し始める。 
1992年から2002年にかけて北陸の山深い過疎の村で「表現と場の関係を問い直す」プロジェクト「野積」（本来置かれるべき処ではない「場」に一時的に仮置きするという意味）を計6回企画し、セシル・アンドリュ、伊藤公象、角偉三郎らが参加。またこの頃より竜舌蘭に特に興味を持つようになり、収集を開始。約200種におよぶすべての竜舌蘭を集め、数千株を所有する世界屈指のコレクターとなる。 

## 主な展覧会
- 「死なない命」（2017-2018年、金沢21世紀美術館）
- 「コレクション2　近年の収蔵品を中心に」（2010、国立国際美術館）
- 「見えないように・川井昭夫」（2010、美濃加茂市民ミュージアム）
- 「みどりのちから『日本近代絵画にみる植物表現』」（2003、群馬県立館林美術館）
- 「現代の絵画－東欧と日本」（1981、国立国際美術館／ポーランド・ウッジ美術館）